# Hármas-hegyi-keleti-rombarlang
A Hármas-hegyi-keleti-rombarlang a Balaton-felvidéki Nemzeti Parkban, a Tihanyi-félszigeten található egyik rombarlang.

## Leírás
A Hármas-hegyet alkotó forráskúpok legészakkeletebbikében, a szétfejtett csúcs D-i felében, kb. 180 m tengerszint feletti magasságban található a rombarlang.
Az egykori barlangnak csak az É-i kráterfal maradványa látható. Előterében gyűrű formájú perem veszi körül a hajdani barlang helyét. A hidrokvarcitból álló falmaradvány még felismerhető oldásnyomokat mutat. A korábban barlangot rejtő kúpot kőfejtő csonkította meg, helyét azóta bozótos sarjerdő nőtte be. Nem látszik érdemesnek feltárni.
1983-ban volt először Hármas-hegyi-keleti-rombarlangnak nevezve a rombarlang az irodalmában. Előfordul az üreg az irodalmában Hármas-hegyi keleti-rombarlang (Eszterhás 1987) néven is.

## Kutatástörténet
A rombarlangot először, 1983-ban Eszterhás István említette. Korábbi irodalmi feljegyzés, vagy kutatottsági nyom nincs róla. Az Eszterhás István által 1989-ben írt, Magyarország nemkarsztos barlangjainak listája című kéziratban az olvasható, hogy a Bakony hegységben, a 4463-as barlangkataszteri területen, Tihanyban létezett Hármas-hegyi-keleti-rombarlang gejziritben alakult ki. Az ismeretlen méretű barlang szét van bontva. A listában meg van említve az a Magyarországon, nem karsztkőzetben kialakult, létrehozott 220 objektum (203 barlang és 17 mesterséges üreg), amelyek 1989. év végéig váltak ismertté. Magyarországon 40 barlang keletkezett gejziritben. Az összeállítás szerint Kordos László 1984-ben kiadott barlanglistájában fel van sorolva 119 olyan barlang is, amelyek nem karsztkőzetben jöttek létre.
Az Eszterhás István által 1993-ban írt, Magyarország nemkarsztos barlangjainak lajstroma című kéziratban meg van említve, hogy a Bakony hegységben, a 4463-as barlangkataszteri területen, Tihanyban helyezkedett el a Hármas-hegyi-keleti-rombarlang. A gejziritben keletkezett barlang szét van bontva. Az összeállításban fel van sorolva az a Magyarországon, nem karsztkőzetben kialakult, létrehozott 520 objektum (478 barlang és 42 mesterséges üreg), amelyek 1993 végéig ismertté váltak. Magyarországon 40 barlang, illetve mesterségesen létrehozott, barlangnak nevezett üreg alakult ki, lett kialakítva gejziritben. A Bakony hegységben 123 barlang jött létre nem karsztkőzetben. A 2001. november 12-én készült, Magyarország nemkarsztos barlangjainak irodalomjegyzéke című kézirat barlangnévmutatójában szerepel a Hármas-hegyi-keleti-rombarlang. A barlangnévmutatóban fel van sorolva 7 irodalmi mű, amelyek foglalkoznak a rombarlanggal.

## További irodalom
- Eszterhás István: A Tihanyi-félsziget barlangkatasztere. Kézirat. Isztimér, 1984. (A kézirat megtalálható a Magyar Karszt- és Barlangkutató Társulat Adattárában és a KvVM Barlang- és Földtani Osztályon.) (Néhány oldallal és fényképpel bővebb, mint az 1987-es nyomtatott változat. A kéziratot csak barlangonként szétdarabolva láttam.)
- Eszterhás István: A Bakony nemkarsztos barlangjainak genotipusai és kataszteri jegyzéke. Kézirat. Budapest, 1986. Szerződéses munka az Országos Környezet- és Természetvédelmi Hivatalnak.